# Ordem Militar de Carabao
A Ordem Militar do Carabao é um clube social aberto a oficiais das forças armadas dos Estados Unidos e correspondentes de guerra que serviram nas Filipinas ou em campanhas militares oficiais no exterior. A ordem foi criada inicialmente para satirizar a pomposa e pretensiosa Ordem Militar do Dragão. Descendentes daqueles elegíveis para a adesão são elegíveis, independentemente do serviço militar. Em 2016, as quotas anuais eram de cinquenta dólares.